# 檀雄二
檀 雄二（だん ゆうじ、1952年8月11日 - ）は、日本の作曲家、シンガーソングライター。
一般社団法人日本音楽著作権協会会員（1982年 - ）。

## 人物
東京都出身。東京都立武蔵丘高等学校卒業後、日本大学理工学部機械工学科入学/中退。「悠人」「檀雄司」「Yujin Dan」名義での楽曲提供もある。血液型はAB型。ニックネームは、「ユージン」。
主な先祖（父方の旧姓は九鬼である）
・九鬼嘉隆
・九鬼隆一

## 略歴
1974年、平尾昌晃が代表を務める音楽制作会社、平尾エンタープライズに入社。作曲・音楽制作活動をスタート。1980年3月同社を退社。
1980年4月、三保敬太郎が代表を務める音楽制作会社、三保敬太郎事務所で作曲・音楽プロデュース活動をスタート。
1981年、自身が代表を務める会社、DAN MUSIC㈱を設立。シンガーソングライターとしてデビュー・シングル「Weekend/時の彼方へ」を徳間ジャパンより発売。テレビ東京の音楽情報番組「Jun Sound Creation '81 Summer Special」の司会・選曲を務める。
1982年、『栄光のル･マン24時間耐久レース』東芝EMI ビデオのVTR音楽作曲担当。ヤマハ・ライト・ミュージック・コンテストの録音プロデューサー担当。パイオニアレーザーディスク Collaboracion George Kawaguchi Meets Shelly Manne（MJ041-22LD）のサウンド・ディレクターを務める。
1983年、サーフブランドTOWN&CONTRY社の同名CMソングの作詞・作曲をして歌ったシングル「Town＆Country/Night Breeze」を徳間ジャパンより発売。
音楽情報雑誌ADLiB（アドリブ）に楽曲と共に“日本のマイケル・フランクスかマーク・ジョーダンって感じの人で、ギターの弾き語りもとてもうまい人”と紹介される。
1984年、[刀根麻里子 デリンジャー（1984年9月25日発売 バーボンレコード）のプロデュースを平田久男と共に務める。
1985年　名探偵ホームズハイテックシリーズ・アニメージュレコード（レコード番号:25AGL-3002）の録音プロデューサー担当。
2009年　バンド・Brisa de Mar（ブリーザ・ヂ・マール/スペイン語で海の風）のリーダー、ギター、ヴォーカルとしてライブ活動を開始。
2011年　小田急線、成城学園南口より徒歩4分のカフェ・レストランF.Gicco（エフジッコ）にて、バンド・Brisa de Marのライブ活動を開始。
2013年9月13日　東京都赤坂商店街協議会 赤坂まちづくり代表会議主催の『SWING赤坂2013』にバンド・Brisa de Marで出演。赤坂浄土寺の野外ステージにてＴＢＳアナウンサー吉川美代子＆赤坂ジャズフレンズと共演する。
2014年9月28日　茨城県取手市・公益財団法人取手市文化事業団主催の『取手 JAZZ DAYS 2014 Vo.12』にバンド・Brisa de Marで出演。取手市福祉会館 中庭の特設会場にてオープニング・ステージを務める。
2021年　成城F･Giccoで行われたバナル・ジャパン主催のライブ 文化庁 ART For the Future（コロナ禍を乗り越えるための文化芸術活動の充実支援事業）にバンド・Brisa de Marで出演。
2022年9月24日　JR常磐線取手駅西口駅前 ウエルネスプラザ オープンテラスで行われた 文化庁 ART For the Future『とりでボッサ』のオープニング・ステージをキーボード奏者 中王子光宏と共演する。
2022年11月･12月　茨城県土浦市 ライブハウス カントリーにて文化庁 ART For the Future『MFF（Music For the Future)』ライブを主催し出演する。
2023年9月10日　JR常磐線取手駅西口駅前 ウエルネスプラザ オープンテラスで行われた『とりでボッサ』のオープニング・ステージをキーボード奏者 中王子光宏と共演する。
2023年11月12日　埼玉県さいたま市 フリースタイルカフェ・オリーブ での『ボサノバ・AORライブ』に出演。
2023年12月　バンド・Brisa de Marを解散。
2024年1月　バンド・Brisa Marを結成してライブ活動を継続中。
2024年4月　『レコードストアディ2024』にエントリーされ、『TOWN & COUNTRY』が4/20日にレコード発売及びiTunes、Apple Music、Tower Records Music、LINE MUSIC、Spotify、You Tube Music、Amazon Music等から配信・ダウンロード開始。
以下、公式ページより引用
レーベル：徳間ジャパンコミュニケーションズ / 株式会社ローソンエンタテインメント フォーマット品番 TJKA-10035 　JANコード 4988008093414 
商品情報 
檀雄司の名盤12"シングル『Town & Country』が装いを新たに7インチ・レコードにて再発売。 
A面は1983年当時、サーフブランド「T&C Surf Designs社」のCMソングとして起用された、ギターのシングルノート・ミュートカッティングが心地いい、極上のメロウ・グルーヴ「Town & Country」 
B面は海を感じる涼し気なライト・メロー曲「Night Breeze」を収録した名盤が約40年の時を経て奇跡の再発決定！
収録曲
Side A　1. Town & Country
Side B　1. Night Breeze

2024年８月　『CITY POP on VINYL 2024』対象商品として,1981年にリリースした『Weekend』も7インチ・レコードとして再発売決定！
以下、HMV&BOOKS onlineより引用
SSW檀雄二による幻の名盤『Weekend』の7”がCITY POP on VINYL 2024対象商品にて再発売決定！
【CITY POP on VINYL 2024】対象商品
レコード・ストア・デイ2024にて『Town & Country』7”シングル・レコードが再発売され話題を呼んだSSW檀雄二が81年にリリースした幻の名盤『Weekend』も遂に7”シングル・レコードにて再発売決定！
和ジャズの名盤『こけざる組曲』や11PMのテーマ曲で高名な作曲家・編曲家・ジャズピアニスト、三保敬太郎アレンジによるA面「Weekend」は極上シティポップ/ライトメロウ。
檀雄二『Weekend』
発売日：2024年8月3日 (土)
品番：TJKA-10036  フォーマット：7インチシングルレコード
収録曲
Side A Weekend
Side B 時の彼方へ

2025年7月1日
T-4ブルーインパルスAnniversary Album Album『TAKE OFF TO THE BLUE SKY』品番OCNS21202501をプロデュース。
Oceans21レーベルより発売。

## ディスコグラフィ
- 『Weekend』　作詞：西条俊　作曲：檀雄二　編曲：三保敬太郎　徳間ジャパン
- 『時の彼方へ』　作詞：舟岡美幸　作曲：檀雄二　編曲：和田晴彦　徳間ジャパン
- 『Town&Country』　作詞：檀雄二　作曲：檀雄二　編曲：和田晴彦　徳間ジャパン
- 『NightBreeze』　　作曲：檀雄二　編曲：和田晴彦　徳間ジャパン
- 『Up to The Sky-大空へ-』作曲:檀雄二   編曲:中王子光宏　Oceans21レーベル
- 『Flight to Return-帰還-』作曲:檀雄二　編曲:檀雄二　Oceans21レーベル

以下は、iTunes Store、CD Babyより世界発売
- 『Nothing Can Go Wrong』  作詞：Zak Magami　作曲：檀雄二　編曲：Shuichi Funamori
- 『In The Moonlight』　作詞：Zak Magami　作曲：檀雄二　編曲：Shuichi Funamori
- 『Before You Close Your Eyes』  作詞：Zak Magami　作曲：檀雄二　編曲：Shuichi Funamori
- 『Many Years Form Now』  作詞：Zak Magami　作曲：檀雄二　編曲：Shuichi Funamor

## 主なアニメ用作品リスト（作曲）
作品は全て徳間ジャパン・アニメージュレーベル
- 1983年

『その後の戦国魔神ゴーショーグン』レコード（ANL-1015）
『その後の戦国魔神ゴーショーグン』カセットテープ（25AN-15）
- ブロンクス・ホット・ウルフ
- ルウェンゾリの恋人
- THEME OF SHINGO
- A SONG FOR LEMY
- CHASING HOPE
- さらば新しい人間達

- 1984年

『超時空騎団サザンクロスサントラ盤/シャワーコロン』レコード（ANL-1029）
『超時空騎団サザンクロスサントラ盤/シャワーコロン』カセットテープ（25AN-29）
- JEANNE
- LANA
- MARIE
- BRIGHTENING
- FREEDOM ADVENTURE
- WHISPER IN THE WIND
- DANDY COLOGNE
- LULLABY
- SCRAMBLE CALL
- VIOLENT GAL(JEANNE)
- TWILIGHT
- SILENT TOWN

『超時空騎団サザンクロスⅡ サントラ盤/スターダスト』レコード(ANL-1031)
『超時空騎団サザンクロスⅡ サントラ盤/スターダスト』カセットテープ(25AN-31)
- TAKE OFF
- SHADOW SPIRITS
- LAST SUMMER
- LETTER FROM DEAR SON
- DASH!
- CIRCLE CIRCLE
- FRIENDSHIP FOREVER
- ARE YOU READY
- STAR DUST MEMORY（歌：影山ヒロノブ）
- PRISONER
- RIVAL
- LONELY FIGHER
- SECRET CRUISER
- SING FOR
- DOWN TOWN
- SOL'S LULLABY
- GALS SOLDIERS
- STAR DUST

『超時空騎団サザンクロスⅢ オリジナルドラマ/メモワール』レコード(ANL-1035)
『超時空騎団サザンクロスⅢ オリジナルドラマ/メモワール』カセットテープ(25AN-35)
- 私の白い部屋（歌：富沢美智恵）
- 恋のサザンウインドウ（歌：富沢美智恵）

『超時空騎団サザンクロス HI TECH STAR-FIELD』レコード（ANL-1032）
『超時空騎団サザンクロス HI TECH STAR-FIELD』カセットテープ（25AN-32）
- GALS SOLDIRS
- DANDY COLOGNE
- LULLABY

『超時空世紀オーガスHI TECH SERIES』レコード(ANL-1036)
『超時空世紀オーガスHI TECH SERIES』カセットテープ(25AN-36)
- ケイのテーマ
- ミムジィのテーマ
- モームのテーマ

『キャッツ・アイ ハイテックシリーズ』レコード（ANL-1039）
『キャッツ・アイ ハイテックシリーズ』カセットテープ（25AN-39）
- WHEN THE SUN GOES DOWN
- A NIGHT IN THE CITY

## アルバムリスト（作曲）
- 『超時空騎団サザンクロス THE SOUTHERN CROSS SYNTHESIZER FANTASY by OSAMU SHOJI 東海林 修』（CX7196）

1984年10月21日　日本コロンビア
- MARIE～DEWLIT EYES
- VIOLENT GAL(JEANNE)～LANA
- DANDY COLOGNE～BRIGHTNING
- WHISPER IN THE WIND
- JEANNE
- SILENT TOWN～FREEDOM ADVENTURE

- 『超時空騎団サザンクロス オリジナル・サウンド・トラックⅠ＆Ⅱ』（TKCA-70792)

1995年12月21日　徳間ジャパン
- JEANNE
- LANA
- MARIE
- BRIGHTENING
- FREEDOM ADVENTURE
- WHISPER IN THE WIND
- DANDY COLOGNE
- LULLABY
- SCRAMBLE CALL
- VIOLENT GAL(JEANNE)
- TWILIGHT
- SILENT TOWN
- TAKE OFF
- SHADOW SPIRITS
- LAST SUMMER
- LETTER FROM DEAR SON
- DASH!
- CIRCLE CIRCLE
- FRIENDSHIP FOREVER
- ARE YOU READY
- STAR DUST MEMORY（歌：影山ヒロノブ）
- PRISONER
- RIVAL
- LONELY FIGHER
- SECRET CRUISER
- SING FOR
- DOWN TOWN
- SOL'S LULLABY
- GALS SOLDIERS
- STAR DUST

- 『I'll Stay By Your Side』～わんちゃんに捧げるアルバム（ANYS-0906）

2009年6月15日 OBBLIGATO MUSIC ENTERTAINMENT,INC
- Forever And Ever

- 『スーパーロボット主題歌BOX』（COCX-36665-70）DISC-5

2011年4月13日発売 日本コロンビア
- 8.恋のサザンウインド（歌：富沢美智恵）
- 9.私の白い部屋（歌：富沢美智恵）

- 『Invisible Touch / Brisa de Mar』（OBIT-1012）

2011年2月14日 OBBLIGATO MUSIC ENTERTAINMENT,INC
- Nothing Can Go Wrong
- In The Moonlight
- Before You Close Your Eyes
- Many Years Form Now

- 『ひかりをあつめて Terui』（ANHA-1107）

2011年 OBBLIGATO MUSIC ENTERTAINMENT,INC
- One
- Nothing Can Go Wrong
- Those Days Are Gone

- 『Tokyo1980sⅡ by DJ NOTOYA』

2017年1月14日 PLATINUM FUNK(JPN) MIXCD catNo.PFCD001
- Town & Country

- 『Step Out To The World Hilty&Bosch』（HBCD-0069）

2017年3月25日 A-plus Music 
- Step Out To The World

門真国際映画祭ダンス映像部門
2019年最優秀男性ダンサー賞受賞曲
- 『Tokyo 1980s Ⅱ mixed by DJ Notoya』

2020年1月13日 SoundCloud
- Town & Country

- 『Tokyo 1980s Tokuma Edition』（TKCA-75168）

2023年9月27日 徳間ジャパン
- ウィークエンド/檀雄二